# Ясная Поляна (Кировская область)
Ясная Поляна — деревня в Кильмезском районе Кировской области России. Входит в состав Дамаскинского сельского поселения.

## География
Деревня находится в юго-восточной части Кировской области, в зоне хвойно-широколиственных лесов, на левом берегу реки Чумек, на расстоянии приблизительно 11 километров (по прямой) к юго-востоку от посёлка городского типа Кильмезь, административного центра района.
Климат
Климат характеризуется как умеренно континентальный, с тёплым летом и умеренно суровой снежной зимой. Среднегодовая температура — 2,2 °C. Средняя температура воздуха самого холодного месяца (января) составляет −14 °C (абсолютный минимум — −49 °С); самого тёплого месяца (июля) — 18,5 °C (абсолютный максимум — 39 °С). Безморозный период длится в течение 126—131 дня. Годовое количество атмосферных осадков — 500—525 мм, из которых 313—426 мм выпадает в тёплый период года. Снежный покров держится в течение 150—180 дней.

## Население
| 2010 |
| ---- |
| 0    |